# Joan I de Dinamarca
Joan I de Dinamarca (danès: Hans af Danmark)  (Aalborg, 2 de febrer de 1455 - Aalborg, 20 de febrer de 1513 (Gregorià)) va ser rei de Dinamarca, amb el nom de Joan I, entre 1481 i 1513, de Noruega entre 1483 i 1513, i, amb el nom de Joan II, rei de Suècia entre 1497 i 1501. Era fill del rei Cristià I i de Dorotea de Brandenburg. Joan es va casar l'any 1478 amb Cristina de Saxònia. La parella va tenir tres fills:
- Cristià II (1481-1559), rei de Dinamarca, Noruega i Suècia.
- Elisabet d'Oldenburg (1485-1555), es casà amb el príncep-elector Joaquim de Brandenburg.
- Francesc (1497-1511).

En 1509 va establir la Marina Reial Danesa.